# Alan R. King
Pour les articles homonymes, voir King.
Alan Roy King, né le 24 octobre 1954 à Lytham St Annes (Lancashire, Royaume-Uni) et mort le 19 février 2019 à Zarautz (Espagne)[réf. nécessaire], est un linguiste britannique connu pour son travail sur la langue basque et le Nawat. 

## Carrière
Alan R. King a fait notamment sa thèse sur le basque intitulée Communicative grammar of the Basque verb : (selected aspects) à la Queen Mary University of London. À partir de 2005, il était traducteur à temps plein travaillant principalement sur les traductions basque-anglais et galicien-anglais. Ses traductions se faisaient sur des sujets touchant principalement à la linguistique mais aussi l'histoire, l’éducation, la géographie.

## Publications

### Sur le basque
- (en) (1982). A Basque Course: A Complete Initiation to the Study of the Basque Language[4]. (support de cours non publié)

- (en) (1994). The Basque Language: A Practical Introduction. Reno : University of Nevada Press[5],[6].

- (en) Alan R. King et Begotxu Olaizola Elordi (1996). Colloquial Basque. Londres : Routledge.

### Sur le nawat
- (2011). Timumachtikan!: Curso de lengua náhuat para principiantes adultos. Izalco, El Salvador: Iniciativa para la Recuperación del Idioma Náhuat[7].